# Thaer Bawab
Thaer Fayed Al-Bawab, né le 1er mars 1985 à Amman, est un footballeur international jordanien. Il évolue au poste d'attaquant dans le club roumain du CS Concordia Chiajna.

## Biographie

### Carrière internationale
Thaer Bawab est convoqué pour la première fois en sélection par le sélectionneur national Mahmoud Al-Gohary le 28 janvier 2005 lors d'un match amical contre la Norvège pour un match nul de 0-0.
Il joue 12 matchs comptant pour les éliminatoires des coupes du monde 2010 et 2014.
Au total, il compte 21 sélections et 5 buts en équipe de Jordanie depuis 2005.

## Palmarès
- Vainqueur de la Coupe de la Ligue roumaine en 2016 avec le Steaua
- Vainqueur de la Coupe de la Ligue roumaine en 2017 avec le Dinamo Bucarest